# بیلی آیلیش
بیلی آیلیش پایرت بیرد اوکانل (انگلیسی: Billie Eilish Pirate Baird O'Connell؛ زادهٔ ۱۸ دسامبر ۲۰۰۱) خواننده و ترانه‌نویس آمریکایی است. او نخست در سال ۲۰۱۵ با تک‌آهنگ «چشم‌های اقیانوسی» نگاه‌ها را به خود جلب کرد. این ترانه به‌دست برادرش فینیس اوکانل که با او در موسیقی و برنامه‌های زنده همکاری می‌کند نوشته و تهیه شده است. او در سال ۲۰۱۷ نخستین ئی‌پی خود، به من لبخند نزن، را منتشر کرد که از نظر تجاری موفق بود.
نخستین آلبوم استودیویی آیلیش، وقتی همه می‌خوابیم، کجا می‌ریم؟ (۲۰۱۹) به صدر جدول بیلبورد ۲۰۰ رسید و یکی از پرفروش‌ترین آلبوم‌های سال بود. تک‌آهنگ «آدم بد» از این آلبوم به صدر جدول بیلبورد هات ۱۰۰ رسید. سال بعد آیلیش ترانه «زمانی برای مردن نیست» را برای فیلم جیمز باند به همین نام اجرا کرد که در سال ۲۰۲۲ برنده جایزه اسکار بهترین ترانه شد. دومین آلبوم او، خوشحال‌تر از همیشه (۲۰۲۱)، در ۲۵ کشور به صدر جدول فروش راه یافت. او «برای چه ساخته شدم؟» را برای فیلم باربی (۲۰۲۳) اجرا کرد که برایش دومین بار برنده جایزه اسکار شد.
افتخارات آیلیش عبارتند از ۹ جایزه گرمی، دو جایزه موسیقی آمریکا، دو رکورد جهانی گینس، سه جایزه موزیک ویدئوی ام‌تی‌وی، سه جایزه بریت و دو جایزه گلدن گلوب. او جوانترین هنرمند در تاریخ گرمی است که همهٔ چهار دسته‌بندی اصلی—ضبط سال، آلبوم سال، ترانه سال و نیز بهترین هنرمند جدید—را در یک سال برده است. آیلیش همچنین نخستین کسی است که در سده بیست و یکم متولد و برندهٔ جایزه اسکار شده است. مجلهٔ تایم در سال ۲۰۲۱ او را یکی از ۱۰۰ شخص تأثیرگذار در جهان نامید و در سال ۲۰۲۲، نام او در فهرست ۱۰۰ زن بی‌بی‌سی قرار گرفت. طبق گفتهٔ انجمن صنعت ضبط موسیقی ایالات متحده آمریکا و بیلبورد، آیلیش بیست و ششمین هنرمند دارای بیشترین گواهی‌نامه در زمینهٔ تک‌آهنگ‌های دیجیتالی و یکی از موفق‌ترین هنرمندان دههٔ ۲۰۱۰ است.

## اوایل زندگی

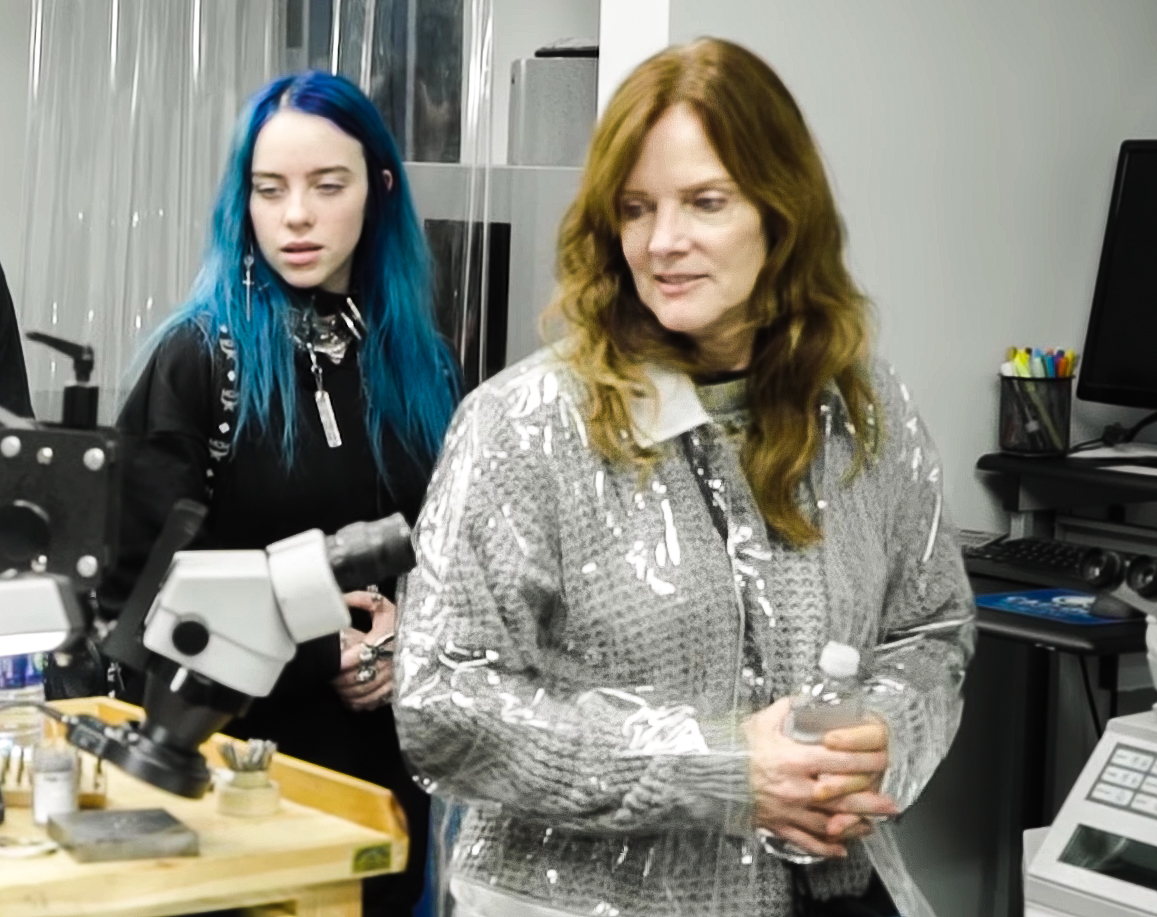
آیلیش و مادرش مگی بایرد در ۲۰۱۸

اوکانل در ۱۸ دسامبر ۲۰۰۱ در لس آنجلس، کالیفرنیا متولد شد. او دختر مگی بایرد، معلم، هنرپیشه و فیلمنامه‌نویس، و پاتریک اوکانل، کارگر ساختمانی که به‌عنوان بازیگر به صورت نیمه‌وقت کار می‌کرد و در فیلم‌هایی مانند مرد آهنی ظاهر شده بود. پدر و مادر آیلیش هردو موسیقی‌دان‌های آماتور هستند. او تبار ایرلندی و اسکاتلندی دارد. نام میانی خواننده، آیلیش، در اصل قرار بود نام او باشد، درحالی که پایرت نام میانی او شد. مادرش او را از طریق لقاح مصنوعی حامله شد. آیلیش در محله هایلند پارک لس آنجلس بزرگ شد.
آیلیش در خانه آموزش می‌دید، و مادرش اصول ترانه‌نویسی را به او و برادرش فینیس می‌آموخت. آیلیش با برادرش در حالی که ترانه‌هایش را خودش می‌نوشت و تهیه می‌کرد و با گروهش اجرا می‌کرد، روی موسیقی کار می‌کرد. به گفته آیلیش، برادر و مادرش او را وادار کردند که وارد حرفه موسیقی شود. همچنین والدین آن‌ها، خواهر و برادر را تشویق می‌کردند که خود را بیان کنند و هرچه از جمله هنر، رقص و بازیگری را که می‌خواهند جستجو کنند. آیلیش اولین ترانه خود را در ۱۱ سالگی برای کلاس ترانه‌سرایی مادرش نوشت. این ترانه در مورد آخرالزمان زامبی است و با الهام از مجموعه تلویزیونی مردگان متحرک سروده شده است. او از متن فیلمنامه و عنوان قسمت‌های این سریال برای نوشتن متن این ترانه استفاده کرده است.

## حرفه

### ۲۰۱۷–۲۰۱۵: به من لبخند نزن

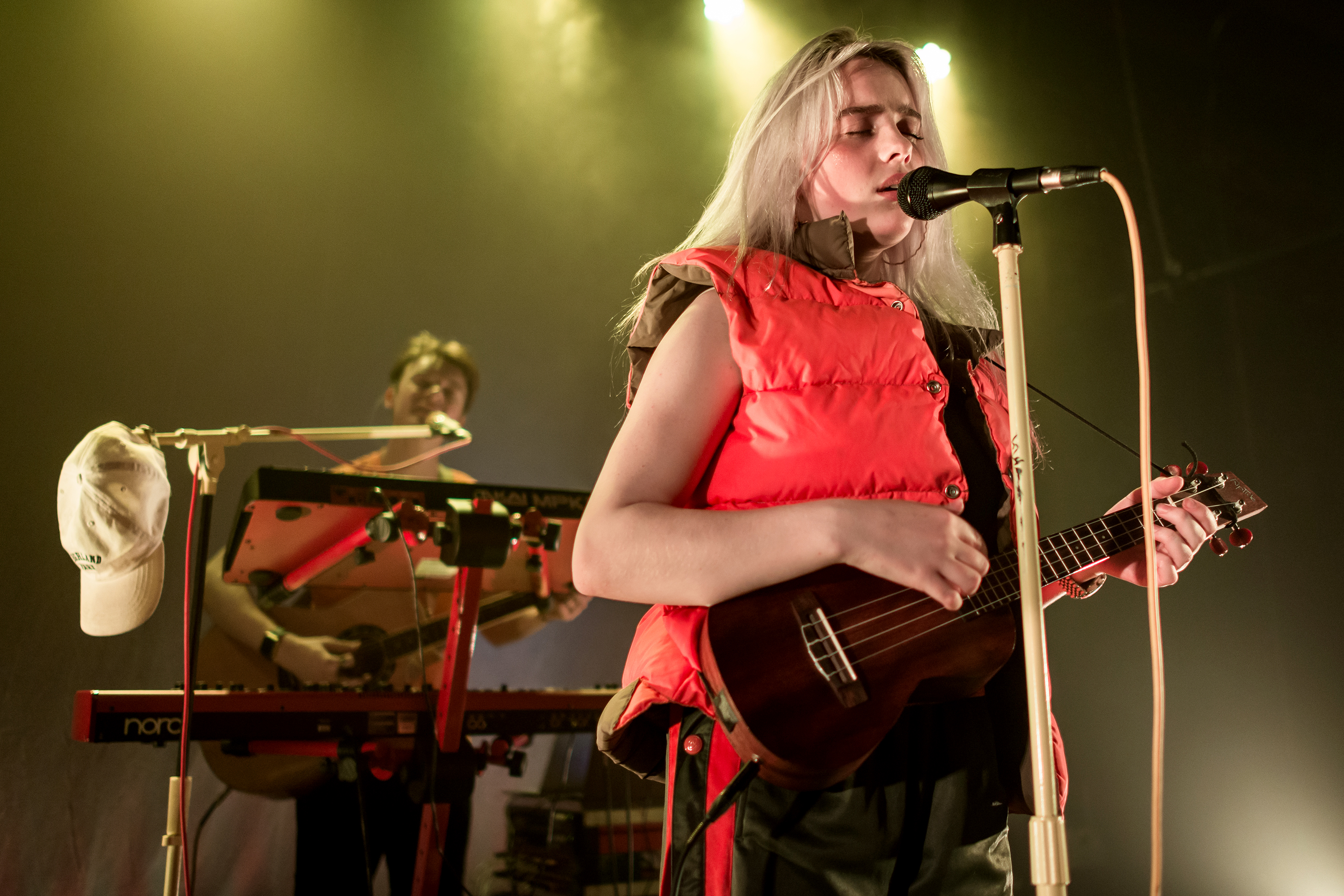
اجرای آیلیش در سال ۲۰۱۷

آیلیش در اکتبر ۲۰۱۵ تک‌آهنگ «چشم‌های اقیانوسی» را که متن آن توسط برادرش فینیاس نوشته‌شده بود، ضبط کرد و آن را به معلم رقصش فرستاد تا به او برای ساخت ویدئوی رقص این تک‌آهنگ کمک کند.
چشم‌های اقیانوسی در سال ۲۰۱۶ به عنوان نخستین تک‌آهنگ آیلیش در ساوندکلاود منتشر شد. موزیک‌ویدئوی آن در ۲۴ مارس همان سال و ویدئوی رقص آیلیش روی این آهنگ در ۲۲ نوامبر بیرون آمد. آیلیش در آن سال تک‌آهنگ شش فوت زیر را نیز بیرون داد. تک‌اهنگ «چشم‌های اقیانوسی» به‌طور گسترده توسط دارک‌روم و اینتراسکوپ رکوردز منتشر شد و نقدهای مثبت زیادی دریافت کرد. او در ژانویه ۲۰۱۷ یک آلبوم چندآهنگه دربردارنده ۴ ریمیکس از آهنگ «چشم‌های اقیانوسی» بیرون داد.
پس از موفقیت‌هایی که «چشم‌های اقیانوسی» به دست آورد، او در ۲۴ فوریه ۲۰۱۷ تک‌آهنگ «دل‌درد» را بیرون داد. فینیاس تهیه‌کننده این آهنگ بود و در نوشتن متن آن نیز همکاری کرده‌بود. موزیک‌ویدئوی آن در ۲۲ مارس ۲۰۱۷ بیرون آمد. در ۳۰ مارس آهنگ «بی‌حوصله» را به عنوان موسیقی متن برای سریال ۱۳ دلیل برای اینکه بیرون داد. در ۳۰ ژوئن ۲۰۱۷ تک‌آهنگ «ببین» را بیرون داد. در ۱۱ ژوئیه ۲۰۱۷ تک‌آهنگ «کاپی‌کت» را بیرون داد و خبر انتشار آلبوم جدیدش، به من لبخند نزن، را نیز اعلام‌کرد. آیلیش در هر جمعه ماه ژوئیه یک آهنگ از این آلبوم را بیرون می‌داد. در همین ماه آهنگ‌های «دیگه نمی‌خوام تو باشم» و «پسر من» منتشر شدند. به من لبخند نزن در ۱۱ اوت ۲۰۱۷ بیرون آمد. او با همکاری رپر آمریکایی، وینس استیپلز، ریمیکسی برای آهنگ «ببین» ساخت.

### ۲۰۲۰–۲۰۱۸: وقتی همه می‌خوابیم، کجا می‌ریم؟
آیلیش در فوریه ۲۰۱۸ تور عقلم کجا رفته را آغاز کرد؛ که در آوریل ۲۰۱۸ به پایان رسید. او با خالید رابینسون برای ساخت آهنگ دوست‌داشتنی همکاری کرد. این آهنگ در آوریل ۲۰۱۸ بیرون آمد و به موسیقی‌متن فصل دوم ۱۳ دلیل برای اینکه اضافه شد. او همچنین تک‌آهنگ‌های قلب‌های شکسته پتیاره‌ها و باید من را با تاج ببینی بیرون داد. او در ۱۷ اکتبر ۲۰۱۸ تک‌اهنگ وقتی مهمونی تموم میشه را بیرون داد. در ۳۰ ٰژانویه ۲۰۱۹ تک‌آهنگ به‌خاک‌سپردن یک دوست را به عنوان سومین آهنگ آلبوم وقتی همه می‌خوابیم، کجا می‌ریم؟ منتشر کرد. چهارمین تک‌آهنگ این آلبوم با عنوان کاش گی بودی در ۴ مارس ۲۰۱۹ بیرون آمد. آلبوم وقتی همه می‌خوابیم، کجا می‌ریم؟ سرانجام در ۲۹ مارس ۲۰۱۹ بیرون آمد.
آیلیش نخستین هنرمند متولد دهه ۲۰۰۰ میلادی است که یک آلبوم شماره یک دارد.

### ۲۰۲۱: خوشحال‌تر از همیشه

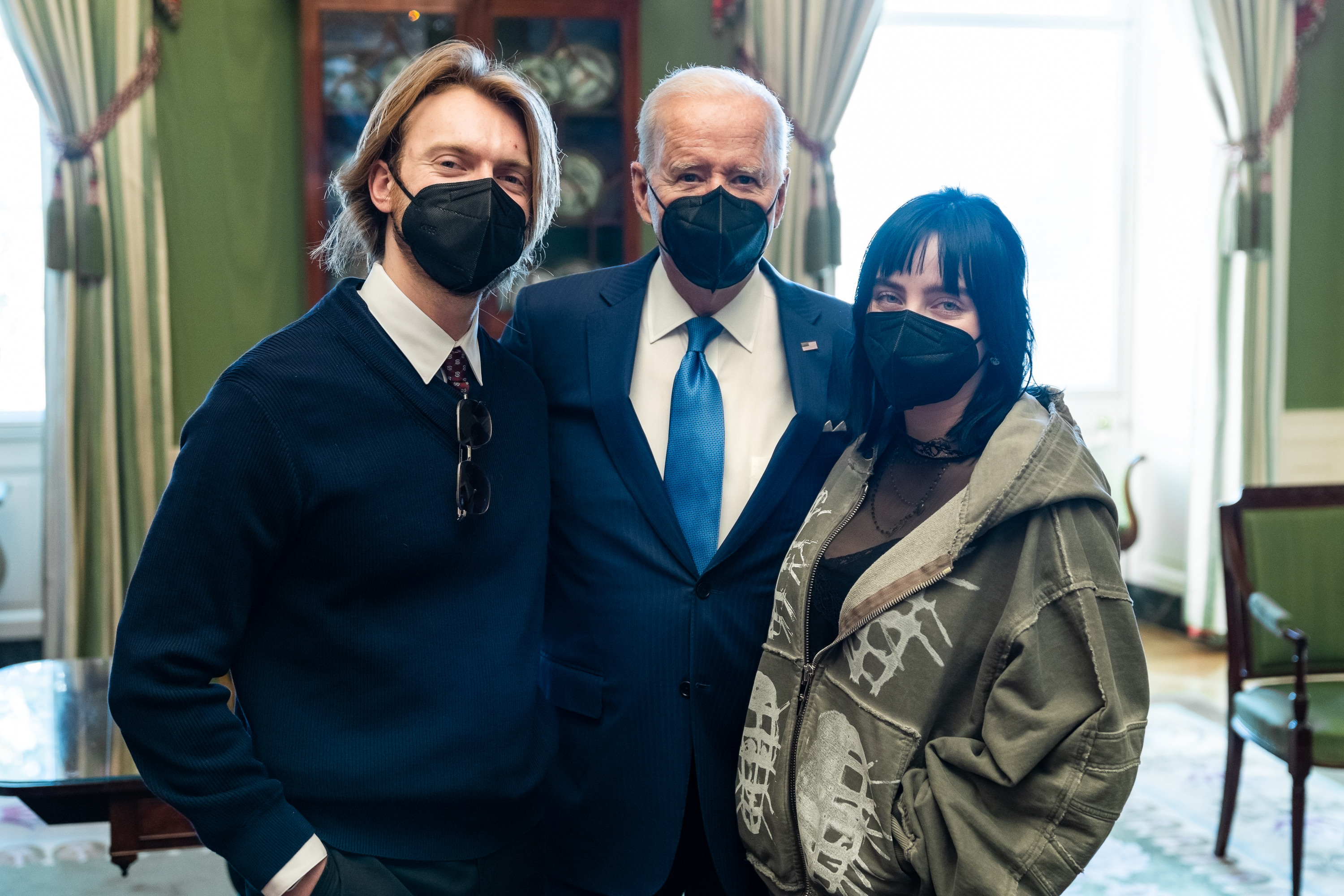
آیلیش و یکی از اعضای گروه خود در کنار جو بایدن، ۹ فوریه ۲۰۲۲، در اتاق سبز کاخ سفید. (عکس رسمی کاخ سفید توسط آدام شولتز)

آیلیش در مصاحبه‌ای با مجله ونتی فر در ۱۸ اکتبر ۲۰۲ از آغاز کار بر روی یک آلبوم جدید خبر داد. ترانه "Lo Vas a Olvidar" (معادل اسپانیایی «فراموش خواهی کرد») با همکاری رزالیا منتشر شد. فیلم مستند بیلی آیلیش: جهان کمی تار است به کارگردانی آر. جی. کاتلر منتشر شد. او در شصت و سومین مراسم جایزه گرمی برای ترانه زمانی برای مردن نیست برنده جایزه گرمی بهترین ترانه نوشته شده برای رسانه‌های تصویری، و برای ترانه هرچیزی که می‌خواستم برنده جایزه گرمی ضبط سال شد. آیلیش در سخنرانی پس از دریافت جایزه گفت مگان دی استالین لایق دریافت این جایزه بوده است.
آیلیش در ۲۷ آوریل ۲۰۲۱ در اینستاگرامش اعلام کرد که دومین آلبوم خود، خوشحال‌تر از همیشه، را به‌طور کامل در ۳۰ ژوئیه منتشر می‌کند. این آلبوم حاوی ۱۶ ترانه است.
او در سال ۲۰۲۲ در جشنواره‌های گلستونبری و موسیقی و هنر دره کواچلا به عنوان خواننده اصلی شرکت کرد. در این سال فیلم قرمز شدن از کمپانی پیکسار منتشر شد. آیلیش و برادرش برای این فیلم سه آهنگ هیچ‌کس مثل تو، می‌دونی چه خبره و ۱ عشق واقعی را نوشتند که توسط شخصیت‌های کارتونی این فیلم اجرا شدند. او در ۲۶ مارس ۲۰۲۲ به عنوان مهمان در شوی الن دی‌جنرس ظاهر شد. در گفت‌وگو با میزبان این برنامه، الن دی‌جنرس، اعلام کرد که ایده سومین آلبوم استودیویی را در سر دارد. در یک مصاحبه در ماه ژوئیه سال ۲۰۲۲ با زین لو برای اپل میوزیک اعلام کرد که امیدوار است بتواند ساخت این آلبوم را در سال ۲۰۲۳ آغاز کند.
در ژوئن سال ۲۰۲۲ در شوی تور جهانی منچستر خود برای نخستین بار از آهنگ تی‌وی رونمایی کرد؛ که به ملغی کردن حکم رو در برابر وید، پرونده‌ای قضایی در آمریکا که به موجب آن قانون اساسی ایالات متحده آمریکا از حق سقط جنین برای زنان حمایت می‌کرد، اشاره داشت. ماه بعد در ژوئیه ۲۰۲۲ آلبوم ده قطعه‌ای آهنگ‌های گیتار را منتشر کرد که شامل دو آهنگ تی‌وی و ۳۰ام بود. او در ابتدا قصد داشت این دو آهنگ را در آلبوم سوم خود قرار دهد اما به‌منظور انتشار پیام این دو آهنگ برای مردم، نظر خود را عوض کرد و آن‌ها را زودتر از موعد منتشر کرد.

## فعالیت هنری و تأثیرات
آیلیش و برادرش فینیاس، که تهیه‌کننده موسیقی او نیز هست، در ترانه‌سرایی با یکدیگر همکاری می‌کنند. فینیاس همچنین با او در اجراهای زنده، اجرا می‌کند.

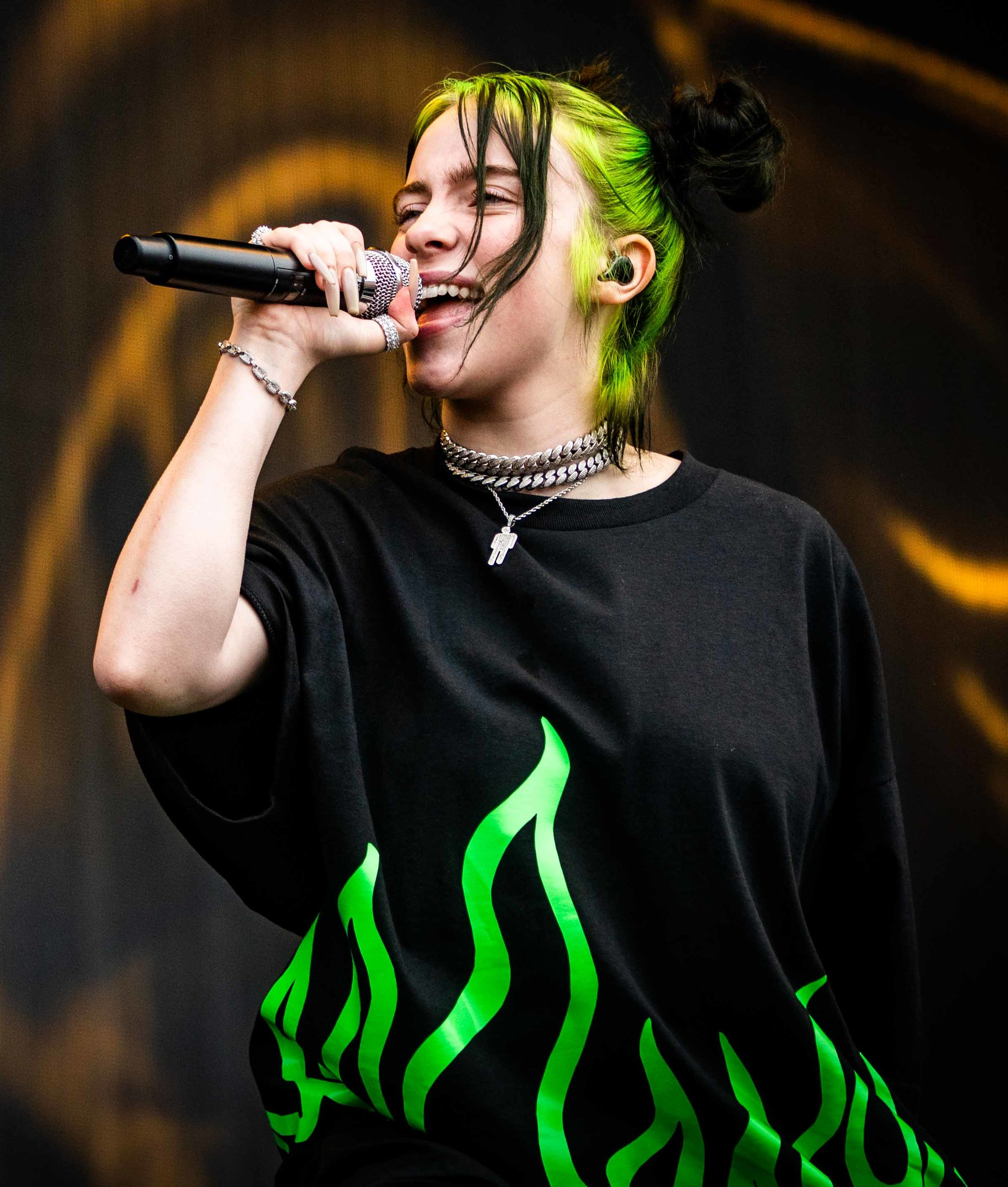
آیلیش در حال اجرا در «پاکل‌پاپ» در سال ۲۰۱۹ میلادی

او دربارهٔ نوشتن آهنگ با برادرش گفت:
ما تلاش می‌کنیم چیزهایی رو که همه بهش فکر می‌کنند اما به زبون نمیارن، بنویسیم. چیزهایی رو که می‌گیم که نیازی نیست دارای مفهوم عمیق باشند، مثلاً می‌تونه جمله‌ای مثل «من ناراحتم» باشه، اما به‌جاش چیزی دیگه‌ای رو که مفهوم عمیق‌تری داره با نحوه خاصی که منطقی باشه می‌گی، اما واقعاً بهش فکر نکردی. [...] سعی می‌کنیم متن شعرها جالب و محاوره‌ای باشه.
فینیاس بیان‌کرد زمانی که برای آیلیش آهنگ می‌نویسد هدف‌اش این است که او با آهنگ ارتباط برقرار کند و از خواندن آن لذت ببرد.
او بیشتر به سبک‌های هیپ هاپ و آراندبی علاقه‌مند است. آیلیش طرفدار موسیقی رپ نیز هست و به همکاری با رپرهایی مانند ایسپ راکی، میگل و دریک تمایل دارد. او در کودکی به بیتلز، گرین دی و آوریل لوین گوش می‌کردهاست و مهم‌ترین الهام بخش‌اش در موسیقی لانا دل ری است.

## تصویر عمومی

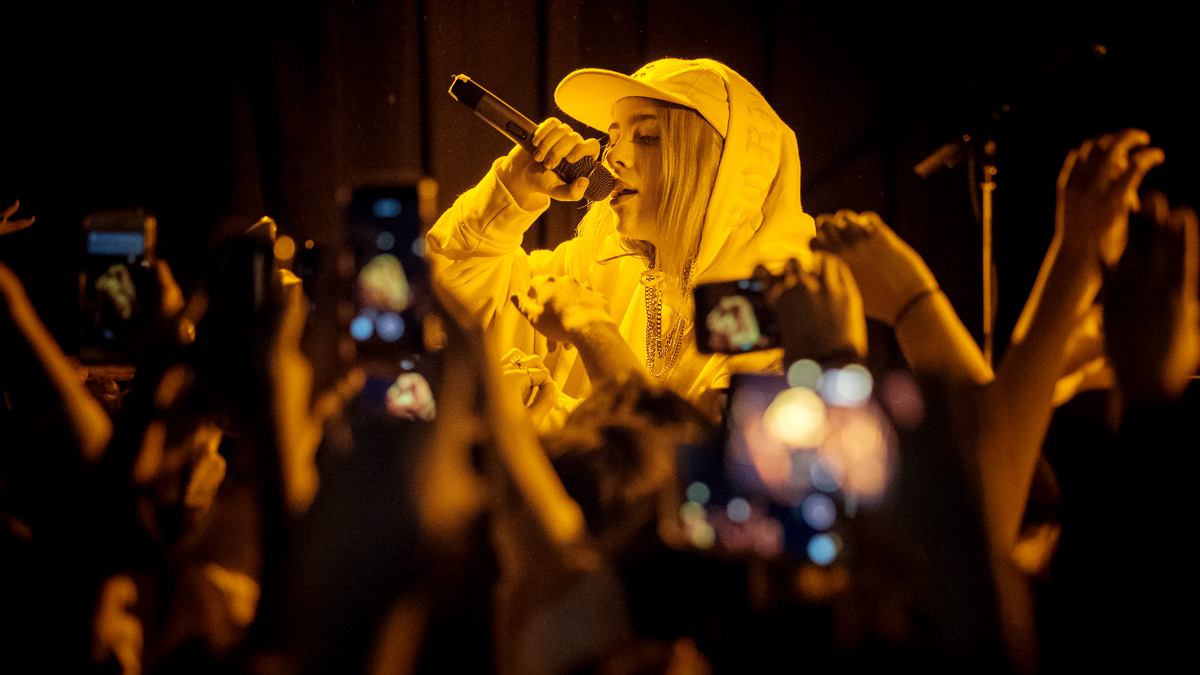
آیلیش در کنسرت سال ۲۰۱۸

از مهم‌ترین دلایل توجه به آیلیش، سبک لباس پوشیدن او بوده که شامل لباس‌های گشاد است. او در سال ۲۰۱۷ بیان کرد که دوست دارد چنین لباس‌هایی بپوشد تا سعی کند توجه عموم را به خود جلب کند. او همچنین اظهار کرد که سعی می‌کند «خیلی متفاوت تر از مردم باشد» و لباس‌هایی متضاد با لباس‌های دیگران بپوشد. به گفته خودش، هدف او از این نوع پوشش این است که «به یاد ماندنی به نظر برسد». او اعتقاد دارد که «به مردم اثبات کرده است که او مهم‌تر از آن چیزی است که آنان فکر می‌کنند» و اینگونه مردم بهتر به او گوش خواهند داد. در سال ۲۰۱۹ او در یکی از تبلیغات کلوین کلاین ظاهر شد و اشاره کرد که لباس‌های گشاد و شل می‌پوشد تا مردم را از قضاوت کردن راجع به اندامش بازدارد.

## زندگی شخصی
در حال حاضر آیلیش به همراه والدینش در هایلند پارک، محله‌ای در شمال شرقی لس آنجلس زندگی می‌کند.
در ۲۷ نوامبر ۲۰۱۸ پس از انتشار ویدئوهایی در فضای مجازی مبنی بر مبتلا بودن آیلیش به بیماری نشانگان توره او در اینستاگرام خود اعلام کرد که به این عارضه عصبی مبتلا است. همچنین او بیان کرده است که حس‌آمیزی دارد و تجربه افسردگی نیز داشته است.
او دربارهٔ استفاده از مواد مخدر به گاردین گفت: «هیچ وقت موادمخدر استفاده نکردم و چیزی نکشیدم [...] این چیزها برام جالب نیستند.»
وقتی دوازده سالم بود من فقط یک طرفدار نبودم، جاستین مانند عشق اولم بود کسی که من عاشقش بودم و در ذهن من او هم عاشقم بود مانند یک رابطه. من همیشه گریه می‌کردم چون او نمی‌دانست وجود دارم [...] یکی از افراد گروهم به من گفت "بیلی میدونی هیلی بالدوین (همسر جاستین بیبر) نام کاربری اش را به هیلی بیبر تغییر داده؟" من گریه کردم من آدم لطیفی نیستم و برای هر اتفاقی گریه نمی‌کنم اما حسی دربارهٔ دیدن نام هیلی بیبر اذیتم کرد چون عادت داشتم خودم را بیلی بیبر صدا کنم.
آیلیش گیاه‌خوار، بزرگ شده است و به‌طور مرتب در رسانه‌های اجتماعی از وگانیسم دفاع می‌کند.
بیلی در مصاحبه‌های مختلف از جاستین بیبر به عنوان عشق اولش یاد کرده است:
آیلیش در آخرین قسمت از مستند جاستین بیبر: فصل‌ها حضور داشته و احساسات خود را اینگونه توصیف می‌کند که به جاستین، بیشتر از هرکس دیگری اهمیت می‌دهد و همیشه نسبت به او و کارهایش هیجان دارد حتی اگر او مدفوع خود را به فروش بگذارد.
در یک مصاحبه در نوامبر ۲۰۲۳ با ورایتی، آیلیش فاش کرد وی «جسماً مجذوب» زنان است.

## آلبوم‌شناسی
- وقتی همه می‌خوابیم، کجا می‌ریم؟ (۲۰۱۹)
- خوشحال‌تر از همیشه (۲۰۲۱)
- هیت می هارد اند سافت (۲۰۲۴)

## تورها

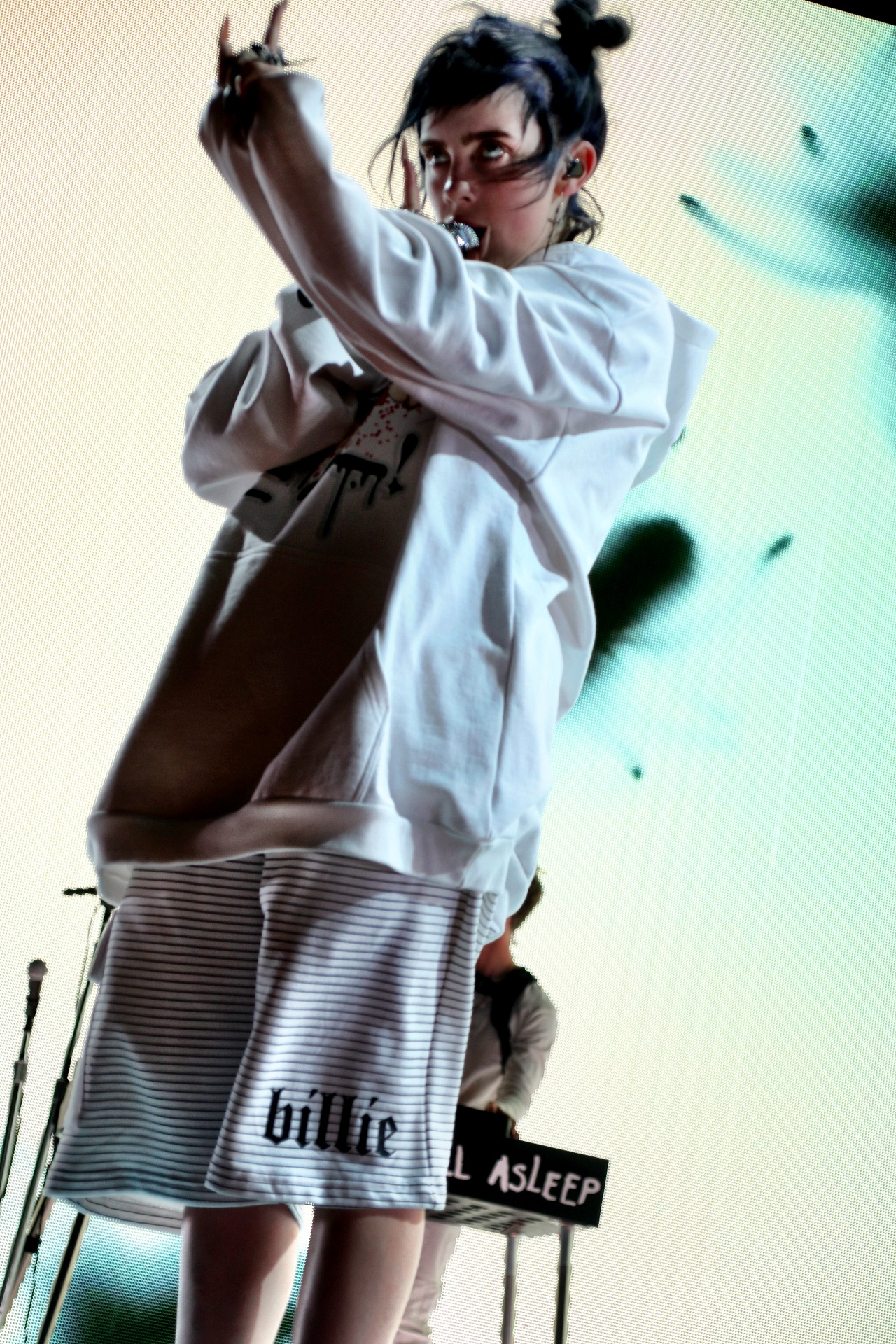
آیلیش در ژوئن ۲۰۲۰ درحال نمایش نماد شاخ

### به عنوان هنرمند اصلی
- ذهنم کجاست (۲۰۱۸)
- تور تک به تک (۲۰۱۸–۲۰۱۹)[۷۶]
- تور وقتی همه می‌خوابیم (۲۰۱۹)[۷۷]
- تور جهانی کجا می‌ریم؟ (۲۰۲۰)
- خوشحال تر از همیشه (۲۰۲۲)

### به عنوان هنرمند آغازکننده
- فلورنس اند د مشین - تور های اِز هوپ (۲۰۱۸)[۷۶]

## جایزه‌ها

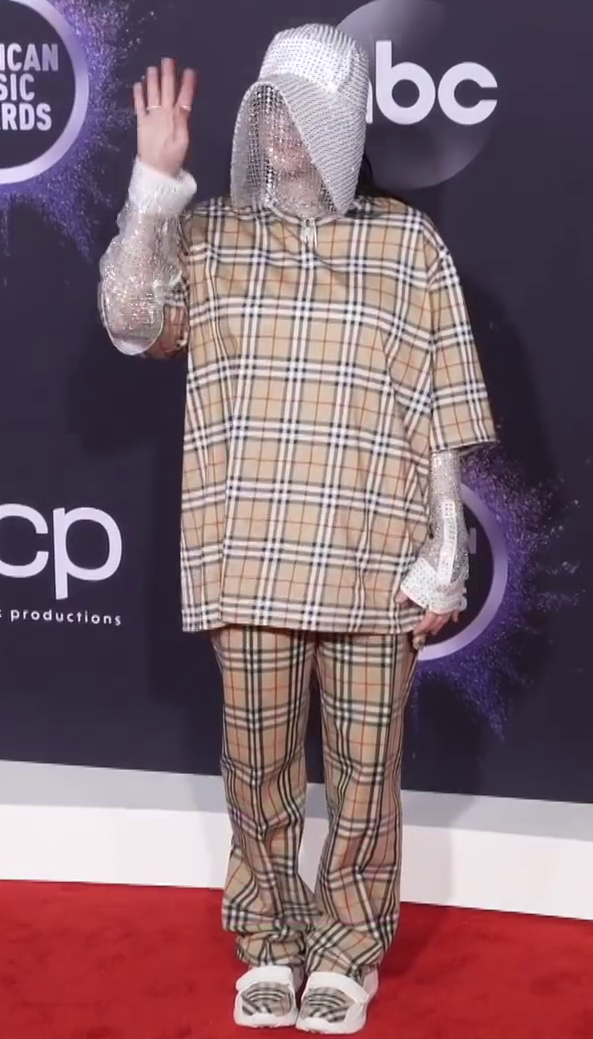
آیلیش در جوایز موسیقی آمریکا ۲۰۱۹

آیلیش تاکنون جوایز متعددی از جمله ۷ جایزه گرمی، ۲ جایزه موسیقی آمریکا، ۳ جایزه موزیک ویدئوی ام‌تی‌وی و دو جایزه اسکار بهترین ترانه برای آهنگ زمانی برای مردن نیست و فیلم باربی را برنده شده است.

## فیلم‌شناسی

### فیلم
| سال  | عنوان                                        | نقش  | یادداشت                                         | منبع   |
| ---- | -------------------------------------------- | ---- | ----------------------------------------------- | ------ |
| ۲۰۲۰ | وظیفه من نیست                                | خودش | فیلم کوتاه نویسنده و تهیه‌کننده هم خودش بوده است | [ ۷۹ ] |
| ۲۰۲۰ | کواچلا: ۲۰ سال در بیابان                     | خودش | مستند                                           | [ ۸۰ ] |
| ۲۰۲۱ | بیلی آیلیش: جهان کمی تار است                 | خودش | مستند                                           | [ ۸۱ ] |
| ۲۰۲۱ | خوشحال‌تر از همیشه: نامه‌ای عاشقانه به لس‌آنجلس | خودش | فیلم کنسرت                                      | [ ۸۲ ] |
| ۲۰۲۲ | وقتی بیلی لیسا را ملاقات کرد                 | خودش | گوینده فیلم کوتاه                               | [ ۸۳ ] |

### تلویزیون
| سال  | عنوان                        | نقش  | یادداشت                                | منبع   |
| ---- | ---------------------------- | ---- | -------------------------------------- | ------ |
| ۲۰۲۰ | جاستین بیبر: فصل‌ها           | خودش | قسمت: آخر مستند تلویزیونی آنلاین       | [ ۸۴ ] |
| ۲۰۲۱ | پخش زنده شنبه شب             | خودش | میزبان/ خواننده مهمان قسمت: بیلی آیلیش | [ ۸۵ ] |
| ۲۰۲۲ | سسمی استریت                  | خودش | قسمت: ماجراجویی عدد المو               | [ ۸۶ ] |
| ۲۰۲۲ | وقتی بیلی لیسا را ملاقات کرد | خودش | گوینده فیلم کوتاه                      | [ ۸۳ ] |
| ۲۰۲۳ | ازدحام                       |      |                                        |        |